# Prosciurillus alstoni
Prosciurillus alstoni — вид гризунів родини Sciuridae. Поширення: Індонезія. Таксон відокремлено від P. leucomus.

## Характеристики
P. alstoni досягає довжини голови та тіла приблизно від 15,7 до 19,5 сантиметра й важить від 135 до 210 грамів. Хвіст має довжину приблизно від 13,5 до 18 сантиметрів, лише трохи коротший за решту тіла. Колір спини темно-коричневий з поодинокими піщано-жовтими, помаранчевими або чорними плямами. Нижній бік тіла від темно-червоного до червонувато-коричневого. У більшості особин біле волосся на верхівках вух та помітні пучки волосся на кінчиках. Хвіст оточений чорними та піщано-коричневими кільцями.

## Спосіб життя
Про спосіб життя є мало даних. Тварини живуть на вищих деревах. Вони долають прогалини, піднімаючись на землю та через мертву деревину, а потім повертаючись на дерева. Вони харчуються переважно м'якими фруктами, такими як інжир та комахи. Вони спілкуються за допомогою поодиноких попереджувальних криків та гучних криків. Тварини кричать окремо, а не хором.